# Otto Kasimir von Versen
Otto Ernst Kasimir von Versen (* 30. September 1705 auf Gut Tietzow; † 11. November 1774 auf dem Gut Reinfeld) war ein preußischer Generalmajor und Kommandeur des Dragonerregiments „Holstein“.

## Leben

### Herkunft
Seine Eltern waren der Erbherr von Tietzow Friedrich Wilhelm von Versen (* 6. März 1665; † 5. Mai 1715) und dessen Ehefrau Anna Sophie, geborene von Hagen (* 12. Oktober 1680; † 2. Februar 1745). Sie war die Tochter des preußischen Generalmajors Hans Joachim von Hagen.

### Militärkarriere
Versen war zunächst Kadett in Berlin. Er wurde am 22. September 1725 als Junker im Dragonerregiment „von Platen“ der Preußischen Armee angestellt. Als Sekondeleutnant kam er Mitte April 1741 zum neugebildeten Dragonerregiment „von Platen“, wurde im gleichen Jahr Stabskapitän und stieg am 30. Oktober 1742 zum Kapitän und Kompaniechef auf. Als solcher nahm er während des Feldzuges 1744/45 an der Schlacht bei Kesselsdorf teil. Versen avancierte zum Major und kam während Siebenjährigen Krieges in der Schlacht bei Groß-Jägersdorf zum Einsatz, wo er verwundet und zwei Pferde unter dem Leib verlor. Im Gefecht von Krefeld erhielt er eine Kontusion, danach kämpfte er in der Schlacht bei Bergen und bei Minden. Für seine Tapferkeit erhielt er vom König eine Danksagung. Danach kämpfte er 1760 noch bei Liegnitz. Während des Krieges war Versen im Januar 1759 zum Regimentskommandeur ernannt und am 1. Mai 1759 zum Oberst befördert worden. Er dimittierte am 27. April 1763 als Generalmajor mit Pension und zog sich auf sein Gut Reinfelde zurück, wo er 1772 starb.

### Familie
Versen hatte sich 1735 mit Elisabeth von Sydow († 1. Januar 1766) aus dem Hause Hanseberg verheiratet. Er hatte mit ihr 23 Kinder, von denen nur eine Tochter überlebte:
- Albertine ⚭ Reichsgraf Friedrich Wilhelm von Sparr (* 15. Januar 1737; † 3. Dezember 1814)[1]

Seine zweite Frau wurde Helena von der Osten (* 19. Oktober 1726; † 14. Juli 1781). Sie war die Tochter des Kammerpräsidenten Matthias Konrad von der Osten, Erbherr auf Plate. Das Paar hatte keine weiteren Kinder.